# 하이몬
하이몬(Haemon)은 그리스 신화에 나오는 크레온의 아들이다. 어머니는 에우리디케이다. 메가레우스와 메노이케우스의 형제이며 헤라클레스의 첫번째 아내가 된 메가라와는 남매 사이이다. 크레온의 아들 하이몬은 한 사람이라고도 하고 같은 이름을 가진 두 사람이라고도 한다. 두 사람이라는 설에 따르면, 장남인 하이몬은 스핑크스의 수수께끼를 풀지 못하고 살해되었다.

## 같이 보기
- 에피고노이